# كايلي كوزمتكس

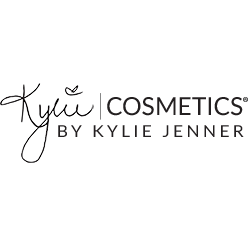
شعار شركة كايلي كوزمتكس.

كايلي كوزمتكس LLC  هي شركة مستحضرات تجميل أمريكية أسستها كايلي جينر.
بدأت الشركة في بيع مجموعة كايلي للشفاه، أحمر شفاه سائل وقلم تحديد الشفاه في 30 نوفمبر 2015. كانت تعرف سابقاً باسم كايلي لب كتس، وأعيدت تسمية الشركة باسم كايلي كوزمتكس.
في عام 2018، ذكرت مجلة فوربس أن قيمة الشركة بلغت 800 مليون دولار، وفي مارس 2019، قدرت الشركة بـ 900 مليون دولار. اشترت شركة كوتي، حصة مسيطرة بنسبة 51% في الشركة مقابل 600 مليون دولار في نوفمبر 2019. ومع ذلك، في أوائل عام 2020، نقلاً عن وثائق من صفقة كوتي - ذكرت مجلة فوربس أن كايلي كوزمتكس بالغت في تقييم نفسها.

## خلفية
في عام 2014، أسست كايلي جينر ووالدتها كرس جينر شراكة مع سيد بيوتي، وهي شركة تطوير منتجات وتجزئة شارك في تأسيسها الأخوان جون ولورا نيلسون.
ظهر أول منتج للشركة كايلي لب كتس، وهو أحمر شفاه سائل وقلم تحديد الشفاه، في 30 نوفمبر2015.
أُنتجت أول 15000 مجموعة شفاه بواسطة سيد بيوتي وبتمويل من جينر بتكلفة 250.000 دولار من أرباحها كعارضة أزياء.
تغير اسم الشركة إلى كايلي كوزمتكس في فبراير 2016، وزاد الإنتاج إلى 500000 مجموعة.
بحلول نهاية عام 2016، تجاوز إجمالي إيرادات الشركة 300 مليون دولار.
وصفت جينر قرارها باستخدام انعدام الأمان الوظيفي السابق بشأن حجم شفتها كمصدر إلهام لعلامتها التجارية، قائلة إنه «أحد أكثر الأشياء أصالة التي فعلتها في حياتي المهنية».

## أعمال

### التعاون والمجموعات
تعاونت كايلي جينر مع العديد من المشاهير الآخرين في مجموعات كايلي كوزمتكس. تشمل بعض أوجه التعاون البارزة كيم كارداشيان ويست وكلوي كارداشيان وكورتني كارداشيان.
في الآونة الأخيرة، تعاونت جينر مع والدتها. كريس جينر في نوفمبر 2016، أعلنت كايلي عن أول تعاون مع كايلي كوزمتكس يسمى كوكو إكس كايلي، حيث تعاونت مع أختها غير الشقيقة، كلوي كارداشيان.
في أبريل 2017، أعلنت جينر عن تعاونها مع أختها غير الشقيقة، كيم كارداشيان ويست، المسماة كي كي دابيليو إكس كايلي.
شاركت كايلي كوزمتكس مع كيم كارداشيان ويست بعد فترة وجيزة من إصدار كي كي دابيليو.
في مايو ٢٠١٧، أُعلن عن عودة كوكو أكس كايلي للجزء الثاني من تعاون الأخوات غير الشقيقات.
في حدث منبثق استمر لمدة شهر في نوفمبر 2017، باعت سبعة متاجر توب شوب في جميع أنحاء الولايات المتحدة منتجات كايلي كوزمتكس.
في نوفمبر 2018، بدأت كايلي كوزمتكس بيع منتجاتها في أولتا. يعزو الكثيرون نجاح العلامة التجارية إلى تغيير شفاه جينر تجميلياً.
في أبريل 2018، أعلنت جينر عن تعاون كايلي كوزمتكس مع أختها الأكبر غير الشقيقة، كورتني كارداشيان، المسماة كورت إكس كايلي.
في 9 من شهر مايو 2018، أعلن كايلي وكريس جينر عن تعاونهما المسمى مجموعة كريس عبر الحساب الشخصي لكايلي على الانستغرام.
يحمل مجموعة أحمر الشفاه الصغيرة في تشكيلة كريس، والذي يتضمن ثمانية أحمر شفاه سائل صغير، الاسم «موماغر»، وهو اللقب الذي تولاه كريس جينر شخصياً وحاول وضع علامة تجارية في السنوات الأخيرة.
بالإضافة إلى مجموعة الشفاه «موماغر»، تشمل مجموعة كريس ملمع شفاه وأربع بودرة مضغوطة/ لوحة أحمر الخدود، والتي أثارت الكثير من الجدل على الإنترنت مع كل من التقييمات الجيدة والسيئة.
أصدرت المجموعة في الوقت المناسب تماماً لعيد الأم.
في 14 سبتمبر 2018، أعلنت كايلي عن إطلاقها الجديد لمجموعة جوردن إكس كايلي، احتفالاً بصداقتها طويلة الأمد مع جوردن وودز. قيل إن كايلي أزالت المنتجات من هذه المجموعة بعد تداعيات صداقتهما من فضيحة تريستان طومسون جوردن.